# Долбеники
Долбеники (рос. Долбеники) — присілок в Хвойнинському районі Новгородської області Російської Федерації.
Населення становить 3 особи. Входить до складу муніципального утворення Анциферовське сільське поселення.

## Історія
Від 2005 року входить до складу муніципального утворення Анциферовське сільське поселення

## Населення
| 2009 | 2010 |
| ---- | ---- |
| 5    | ↘3   |